# Megamelus muiri
Megamelus muiri är en insektsart som beskrevs av Metcalf 1943. Megamelus muiri ingår i släktet Megamelus och familjen sporrstritar. Inga underarter finns listade i Catalogue of Life.